# Бре ле Мареј
Бре ле Мареј (фр. Bray-lès-Mareuil) насеље је и општина у североисточној Француској у региону Пикардија, у департману Сома која припада префектури Абевил.
По подацима из 2011. године у општини је живело 253 становника, а густина насељености је износила 46,59 становника/km². Општина се простире на површини од 5,43 km². Налази се на средњој надморској висини од 42 метара (максималној 104 m, а минималној 4 m).

## Демографија
| 1962. | 1968. | 1975. | 1982. | 1990. | 1999. | 2011. |
| ----- | ----- | ----- | ----- | ----- | ----- | ----- |
| 208   | 273   | 261   | 234   | 230   | 221   | 253   |

График промене броја становника у току последњих година